# Douglass Hills
Douglass Hills és una població dels Estats Units a l'estat de Kentucky. Segons el cens del 2000 tenia 5.718 habitants.

## Demografia
Segons el cens del 2000, Douglass Hills tenia 5.718 habitants, 2.428 habitatges, i 1.626 famílies. La densitat de població era de 1.659,9 habitants/km².
Dels 2.428 habitatges en un 29,9% hi vivien nens de menys de 18 anys, en un 56,6% hi vivien parelles casades, en un 8% dones solteres, i en un 33% no eren unitats familiars. En el 27,9% dels habitatges hi vivien persones soles el 8,9% de les quals corresponia a persones de 65 anys o més que vivien soles. El nombre mitjà de persones vivint en cada habitatge era de 2,36 i el nombre mitjà de persones que vivien en cada família era de 2,89.
Per edats la població es repartia de la següent manera: un 22,4% tenia menys de 18 anys, un 7,7% entre 18 i 24, un 28,3% entre 25 i 44, un 28% de 45 a 60 i un 13,6% 65 anys o més.
L'edat mediana era de 40 anys. Per cada 100 dones de 18 o més anys hi havia 91,6 homes.
La renda mediana per habitatge era de 60.021 $ i la renda mediana per família de 73.670 $. Els homes tenien una renda mediana de 51.566 $ mentre que les dones 31.196 $. La renda per capita de la població era de 31.994 $. Entorn de l'1,6% de les famílies i el 3% de la població estaven per davall del llindar de pobresa..

## Poblacions més properes
El següent diagrama mostra les poblacions més properes.